# Oos-Londen
Oos-Londen (Xhosa: eMonti, Engels: East London) is een stad aan de zuidkust van Zuid-Afrika, in de provincie Oost-Kaap. De stad heeft ongeveer 270.000 inwoners. Oos-Londen hoort bij de fusiegemeente Buffalo City met 755.000 inwoners. Oos-Londen ligt aan de Indische Oceaan en tussen Buffelsrivier en de Nahoonrivier. Oos-Londen is de enige stad in Zuid-Afrika met een rivierhaven. 
Het ontstaan van de stad Oos-Londen begon toen de Britten in 1847 er een fort bouwden, Fort Glamorgan. Rondom dit fort lagen enkele dorpen, die samen met het fort in 1914 de stad Oos-Londen vormden. Er kwamen vooral Britten in de stad wonen maar in 1857 kwamen er 2300 Duitsers naar de stad.
Oos-Londen staat bekend om zijn Ann Bryant-kunstgalerij, waarin veel mooie schilderijen van Zuid-Afrikaanse en Britse schilders. En om zijn Prince George Circuit waar drie Grands Prix van Zuid-Afrika zijn gehouden. 
De stad is de tweede belangrijkste stad van de provincie, na Port Elizabeth. Oos-Londen is een belangrijke industriestad, vooral de auto-industrie is bekend, er worden auto's vervoerd naar Amerika, Verenigd Koninkrijk, Australië, China en Japan.
De meest gesproken talen zijn Xhosa, Engels en Afrikaans.

## Subplaatsen
Het nationaal instituut voor de statistiek, Stats SA, deelt sinds de census 2011 deze hoofdplaats in in 93 zogenaamde subplaatsen (sub place), waarvan de grootste zijn:
Beacon Bay • Beacon Bay North • Bebelele • Bonanza • Buffalo Flats • Cambridge Village • Charles Lloyd Township • Ford & Msimango SP • Gesini • Haven Hills • Morningside • Quigney Beach • Reeston • Scenery Park • Southernwood.

## Geboren
- Joan Harrison (1935-2025), zwemster
- Jody Scheckter (1950), autocoureur
- Dylan Girdlestone (1989), wielrenner